# Eurocontrol
Eurocontrol (European Organization for the Safety of Air Navigation, ou Organização Europeia para a Segurança da Navegação Aérea), é uma organização internacional cujo principal objectivo é o desenvolvimento de um  sistema pan-europeu de ATM (Air Traffic Management - Gerenciamento de Tráfego Aéreo).
A Eurocontrol foi fundada em 1960, pela Bélgica, França, República Federal da Alemanha, Luxemburgo, Países Baixos e Reino Unido. Actualmente, esta organização é composta por 42 membros, e a sua sede fica situada em Bruxelas. 

## Membros

Países membros do EUROCONTROL

### Países daUnião Europeiae membros daECAC
- Bélgica (1960)
- Holanda (1960)
- Luxemburgo (1960)
- França (1960)
- Alemanha (1960)
- Reino Unido (1960)
- Irlanda (1965)
- Portugal (1986)
- Grécia (1988)
- Malta (1989)
- Chipre (1991)
- Hungria (1992)
- Áustria (1993)
- Dinamarca (1994)
- Eslovénia (1995)
- Suécia (1995)
- Roménia (1996)
- República Checa (1996)
- Itália (1996)
- Bulgária (1997)
- Eslováquia (1997)
- Espanha (1997)
- Croácia - (1997)
- Finlândia (2001)
- Polónia (2004)
- Lituânia (2006)
- Letónia - (2011)
- Estónia - (2015)

### Países fora da União Europeia e membros da ECAC
- Turquia - (1989)
- Suíça - (1992)
- Noruega - (1994)
- Mónaco - (1997)
- República da Macedónia - (1998)
- Moldávia - (2000)
- Albânia - (2002)
- Bósnia e Herzegovina - (2004)
- Ucrânia - (2004)
- Sérvia - (2005, Sérvia junta com o Montenegro)
- Arménia - (2006)
- Montenegro - (2007)
- Geórgia - (2012)
- Islândia - (2025)